# Радомино
Радомино — деревня в Тверской области России. Входит в Кимрский муниципальный округ.

## География
Расположена в 60 километрах к северо-западу от города Кимры, в 0,5 км от деревни Быково, на автодороге «Кушалино — Горицы — Кашин».

## История
По данным 1859 года деревня Радоминья имела 40 жителей при 7 дворах. 
Во второй половине XIX — начале XX века деревня Радомино относилась к Быковскому приходу Красновской волости Корчевского уезда Тверской губернии. 
В 1887 году 5 дворов, 31 житель.
В 1929—1963 годах деревня Радомино относилась к Горицкому району (с 1935 года в составе Калининской области).
С 2016 до 2022 года деревня являлась административным центром Быковского сельского поселения в Кимрском районе.

## Население
| 1859 | 1887 | 1996 | 2002 | 2008 | 2010 |
| ---- | ---- | ---- | ---- | ---- | ---- |
| 40   | ↘31  | ↗246 | ↘196 | ↗244 | ↘204 |

## Инфраструктура
В деревне имеются детский сад № 2 «Светлячок», библиотека, Быковский ЦКиД.